# Henri Alamikkotervo
Henri Alamikkotervo (Tervola, 6 gennaio 2001) è un giocatore di calcio a 5 finlandese.

## Carriera

### Club
Alamikkotervo è un pivot longilineo dotato di un tiro potente e preciso con il piede sinistro; formatosi nel calcio, ha disputato il suo primo campionato di calcio a 5 con il Tornion PV nella stagione 2019-20. Due anni più tardi si trasferisce al GFT Espoo.

### Nazionale
Nel novembre del 2019 riceve la sua prima convocazione nella Nazionale maschile di calcio a 5 della Finlandia. Inizialmente escluso dalla lista ristretta dei convocati per il campionato europeo 2022, Alamikkotervo viene integrato nella rosa il 14 gennaio per sostituire l'infortunato Mikko Kytölä. Sei giorni più tardi il pivot realizza una doppietta nel pareggio per 3-3 contro l'Italia; le sue reti costituiscono le prime in assoluto della Finlandia nella fase finale della competizione.